# Cratere Scobee
Scobee è un cratere lunare di 41,53 km situato nella parte sud-orientale della faccia nascosta della Luna.